# Ralph Saint Germain
Ralph Saint Germain (né le 19 janvier 1904 à Ottawa et mort le 2 août 1974 dans la même ville) est un joueur canadien de hockey sur glace. Lors des Jeux olympiques d'hiver de 1936, il remporte la médaille d'argent.

## Palmarès
- Médaille d'argent aux Jeux olympiques de Garmisch-Partenkirchen en 1936